# 俯垂粉报春
俯垂粉报春（学名：Primula nutantiflora）为报春花科报春花属下的一个种。模式标本采自四川巫山。